# Nemesis (pjäs)
Denna artikel handlar om teaterpjäsen. För andra betydelser av Nemesis, se Nemesis (olika betydelser).

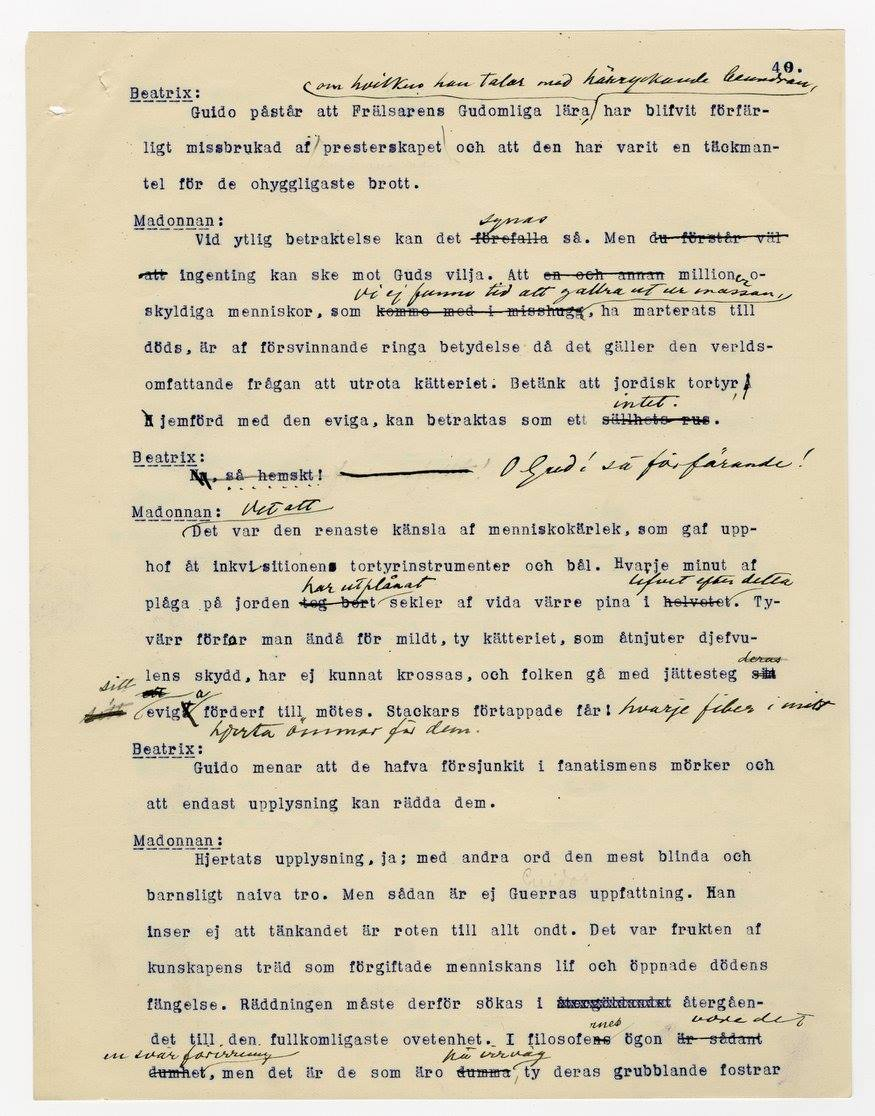
Alfred Nobels utkast till manus för Nemesis, Riksarkivet.

Nemesis är en tragedi i fyra akter, författad av Alfred Nobel och först utgiven på eget förlag i Paris 1896. Nobel dog strax innan böckerna levererades, och dåvarande legationsprästen i svenska församlingen i Paris, Nathan Söderblom, lät i samråd med dödsboet makulera hela upplagan utom tre exemplar. (Söderbloms hustru Anna hade läst korrektur). Ett av dessa finns i dag på Riksarkivet i Stockholm; vart de båda andra tagit vägen är okänt.
Det är en otäck historia, som handlar om sexuella övergrepp, tortyr och hämnd (Nemesis är hämndens gudinna). Pjäsen bygger på historiska händelser kring Beatrice Cenci, vilka också använts av många andra författare – Nobel ägde flera exemplar av Percy Bysshe Shelleys versdrama The Cenci. (Många av dem som trots allt känt till pjäsen har bedömt den som ett amatörverk utan dramatisk uppbyggnad, delvis ett roande drömspel, och man har frågat sig om Alfred Nobel avsåg den som ett läsdrama eller för sceniskt uppförande. De ansvariga för urpremiären 2005 (se nedan) delade dock inte denna uppfattning.
Den anledning som Söderblom senare angav för makuleringen var att pjäsen kunde skada Nobels goda rykte. Den var också mycket antikatolsk, och Söderblom, som omhuldade ekumenik, önskade goda relationer mellan Svenska kyrkan och Romersk-katolska kyrkan. Pjäsen glömdes bort tills Vilgot Sjöman år 2001 kom ut på Natur & Kultur med boken "Vem älskar Alfred Nobel?" Där återgav han delar av texten, och hävdade att denna är en viktig måttstock för vad Nobel menade med att hans litteraturpris skulle gå till författare som verkar "i idealisk riktning".
År 2003 utkom den första icke makulerade utgåvan av pjäsen på Esperantoförlaget. Utgåvan är tvåspråkig och innehåller Nobels svenska text (ändrad till nystavning, men i övrigt lika med första utgåvan) samt Gunnar Gällmos översättning till esperanto. Via denna översättning har Vinko Oslak gjort en översättning till slovenska, vilken utkom som e-bok på Omnibus 2004.
Pjäsen sattes för första gången upp 2005 på Strindbergs Intima Teater. Den regisserades av Richard Turpin. Uppsättningen hade följande rollbesättning:
- Rickard Forsgren som Guerra
- Sara Isaksson som Beatrice Cenci
- Ulf Drakenberg i två roller som Andrea och Giacomo
- Richard Turpin i två roller som Cenci och Satan
- Britt-Louise Tillbom som Lucretia
- Jan Ärfström i tre roller som Bernardo, Marzio och Olympio
- Jakob Höglund som Madonnan

Pjäsen inspirerade Liza Marklund till romanen Nobels testamente 2006.